# Earl (album)
Earl è il primo mixtape del rapper americano Earl Sweatshirt, membro della Odd Future,pubblicato il 31 marzo 2010.

## Tracce
1. Thisniggaugly – 1:17
2. Earl – 2:26
3. Couch Featuring Ace Creator – 3:16
4. Kill – 2:20
5. Wakeupfaggot – 0:41
6. Luper – 1:59
7. epaR Featuring Vince Staples – 4:00
8. Moonlight Featuring Hodgy Beats – 2:04
9. Pigions Featuring Wolf Haley – 3:33
10. Stapleton – 4:16

## Formazione
- Earl Sweatshirt - rapping
- Tyler, the Creator - produzione, rapping (tracce 3-9)
- Hodgy Beats - rapping (traccia 8)
- Vince Staples - rapping (traccia 7)
- Syd - mixing e vocals (traccia 5)
- Taco - vocals (traccia 1)